# Saint-Hippolyte, Gironde

Saint-Hippolyte este o comună în departamentul Gironde din sud-vestul Franței. În 2009 avea o populație de 164 de locuitori.

## Evoluția populației
| An        | 1975 | 1982 | 1990 | 1999 | 2006 | 2009 |
| --------- | ---- | ---- | ---- | ---- | ---- | ---- |
| Populație | 291  | 277  | 234  | 209  | 175  | 164  |